# Erasanthe henrici
Erasanthe henrici är en orkidéart som först beskrevs av Rudolf Schlechter, och fick sitt nu gällande namn av P.J.Cribb, Hermans och D.L.Roberts. Erasanthe henrici ingår i släktet Erasanthe och familjen orkidéer.

## Underarter
Arten delas in i följande underarter:
- E. h. henrici
- E. h. isaloensis

## Bildgalleri

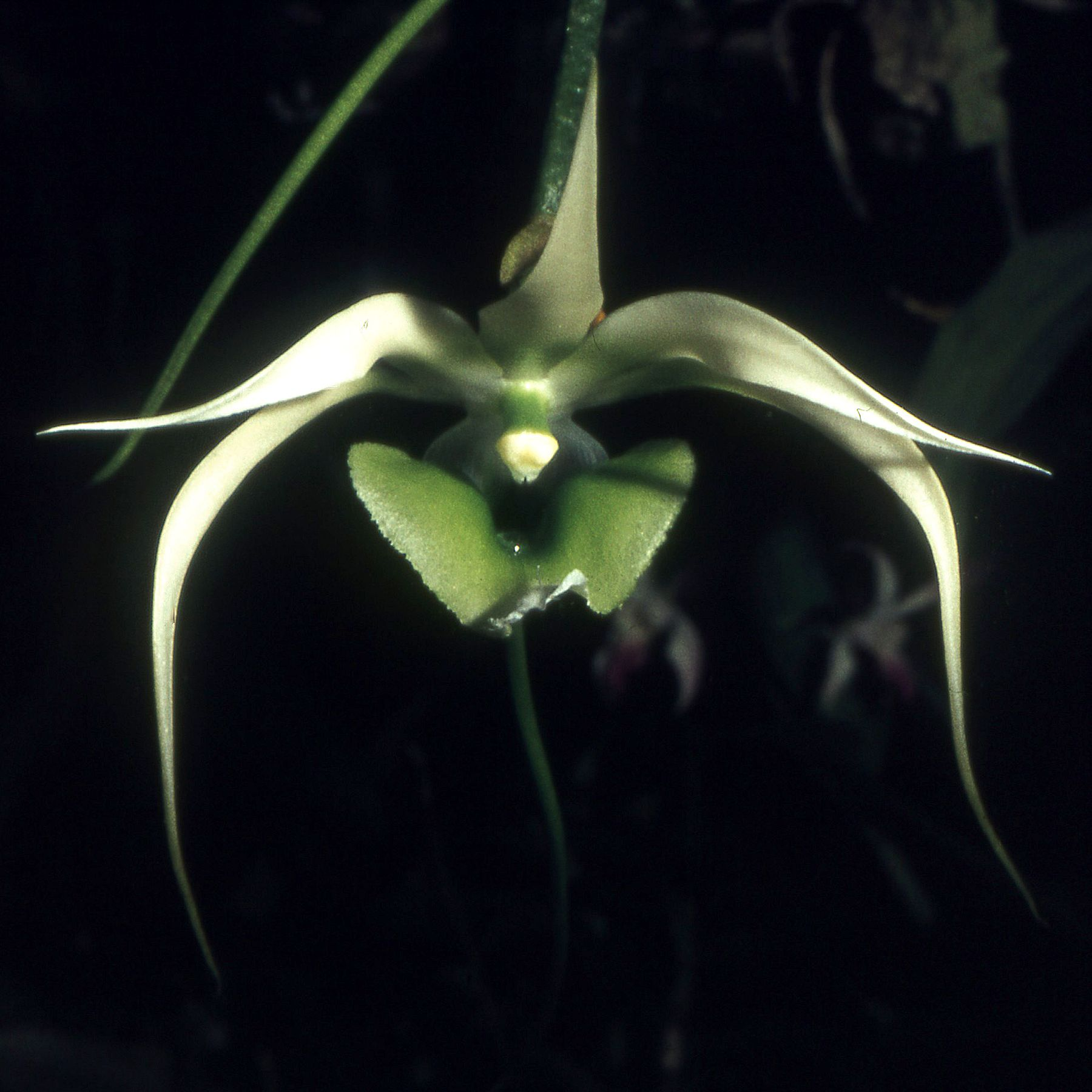